# Hit med Sangen
Hit med Sangen er et dansk tv-program, fra år 2000, baseret på The Lyrics Board  og sendt på DR1. Den oprindelige vært var Amin Jensen, der sammen med Sigurd Barrett og Sascha Dupont, senere blev Sigurd udskiftet med Jens Krøyer. De havde fire kendte gæster i studiet. På skift vælges der et tal mellem 1 og 6, der viser et ord. Ud fra ordet skal deltagerne finde på en sang, i hvilken ordet indgår. De seks ord er alle en del af en sang, der skal gættes, så snart det er muligt.
Programmet holdt en pause, men blev sendt igen i 2007, hvor Peter Kær havde overtaget værtsrollen.

## Format
Værten bestemmer, hvilket hold der starter.

### 1. sangrunde
I første runde, er der 6 tal. Bag hvert tal gemmer sig et ord.
2 af dem er stopord, hvilket giver turen til det andet hold.
Det hold, der har turen, skal enten gætte hele sangen eller synge en sang med det pågældende ord.
Gætter et hold sangen, får de 1 point.

### Recitations-/oversættelsesrunde
Det ene hold får en dansk oversættelse af en engelsk sangtekst, som holdet skal læse op, og det andet hold skal gætte sangen.
Det andet hold får en engelsk oversættelse af en dansk sangtekst, som holdet skal læse op, og det første hold skal gætte.
Gør de det i 1 vers, får holdet 2 point, gør holdet det først i andet vers, får holdet kun 1 point.

### 3 i en
Orkesteret spiller en sang. I den sang er der flettet 3 andre sange ind.
Hvert hold skriver nu på en tavle deres bud på sangen.
Holdene får et point for hvert rigtig svar.

### 2. sangrunde
2. sangrunde er meget lig 1. sangrunde. Eneste forskel er, at der kun er 5 tal.

### Billedrunden
Det første hold fik 4 billeder, som skulle kombineres to og to og danne en sang.
Det første hold skulle komme med 3 sange på den måde.
Derefter fik det andet hold lov til at prøve 1 gang med de samme billeder.
Så fik det andet holde fire billeder, og fremgangsmåden var den samme.

### 3. sangrunde
3. sangrunde ligner lidt de 2 andre sangrunder. Forskellen er, at i 3. sangrunde er der kun 4 tal og kun ét stopord.

### 5 i rap
5 i rap er en runde, der erstattede 3 i en i nyere udgaver.
Orkesteret spillede 5 sange hurtigt efter hinanden.
Deltagerne skulle skrive deres bud på sangene på en tavle og fik et point for hver rigtigt svar.

### Finalen
I de oprindelige udsendelser var der ikke en decideret finale. Her var vinderen det hold, der havde flest point
efter 6 runde og dermed vandt retten til at spille den afsluttende sang.
I de nyere udgaver var der en finale, hvor orkesteret spillede introen til en sang, og det hold, der rejste sig først, fik lov at synge sangen, men der skulle synges rigtigt, ellers gik pointet til det andet hold.
Det hold, der havde flest point til sidst, vandt.

## Kritik
Der har været kritik af, at kunstnerne fik hjælp, efter de havde gættet sangen, hvis de skulle have glemt teksten.